# Paulo Obradović
Paulo Obradović, hrvaški vaterpolist, * 9. marec 1986, Dubrovnik, SR Hrvaška
Na poletnih olimpijskih igrah 2012 je nastopil za hrvaško moško reprezentanco v vaterpolu na moški tekmi, kjer so osvojili zlato medaljo. Visok je 163 cm. Na klubski ravni je igral za grški mogočni klub Olympiacos, s katerim je v Ligi prvakov 2017–18 osvojil LEN. 
Odšel je na posojo za poletje 2018 pri podjetju San Giljan A.S.C. Zdaj igra za klub Jug AO.